# Semanotus
Semanotus is een kevergeslacht uit de familie van de boktorren (Cerambycidae). De wetenschappelijke naam van het geslacht werd voor het eerst geldig gepubliceerd in 1839 door Mulsant.

## Soorten
Semanotus omvat de volgende soorten:
- Semanotus algiricus Pic, 1905
- Semanotus amethystinus (LeConte, 1853)
- Semanotus australis Giesbert, 1993
- Semanotus bifasciatus (Motschulsky, 1875)
- Semanotus japonicus Lacordaire, 1869
- Semanotus juniperi (Fisher, 1915)
- Semanotus laurasii (Lucas, 1851)
- Semanotus ligneus (Fabricius, 1787)
- Semanotus litigiosus (Casey, 1891)
- Semanotus nigroalbus Holzschuh, 1984
- Semanotus puncticollis (Wickham, 1914)
- Semanotus russicus (Fabricius, 1776)
- Semanotus semenovi Okunev, 1933
- Semanotus sinoauster Gressitt, 1951
- Semanotus undatus (Linnaeus, 1758)
- Semanotus yakushimanus Makihara, 2004